# فرقة إس إس هورست فيسيل
فرقة إس إس هورست فيسيل ((بالألمانية: 18. SS-Freiwilligen Panzergrenadier-Division "Horst Wessel"))‏ SS-Freiwilligen Panzergrenadier-Division "Horst Wessel")  تم تشكيلها في عام 1944 من كادر من لواء المشاة إس إس الأول، وكان يضم بشكل أساسي الألمان (فولكس دويتشه) من المجر. تم إرفاق الكتيبة الأولى المكونة من حوالي 1000 رجل إلى فرقة إس إس هورست فيسيل وإرسالها إلى غاليسيا.
تم استخدامها في واجبات «الأمن الخلفي» حتى تم إرساله إلى الجبهة الشرقية، باستثناء فوج واحد قاتل الانتفاضة الوطنية السلوفاكية في أغسطس 1944. حارب في وقت لاحق كوحدة واحدة في المجر وفي وقت لاحق في تشيكوسلوفاكيا حيث تم تدميره.
سميت الفرقة على اسم عضوا كتيبة العاصفة هورست فيسيل، معروف لكونه مؤلف كلمات نشيد الحزب النازي وهو هورست فيسل ليد.

## القادة
- Brigadeführer Wilhelm Trabandt (25 يناير 1944 - 3 يناير 1945)
- جروبنفهر جوزيف فيتزثوم (3 يناير 1945 - 10 يناير 1945)
- ستاندارتفهرر جورج بوخمان (10 يناير 1945 - مارس 1945)
- Standartenführer Heinrich Petersen (مارس 1945 - 8 مايو 1945)

## المعارك
- المجر (يناير 1944 - يوليو 1944)
- الجبهة الشرقية، القطاع المركزي (يوليو 1944 - أكتوبر 1944)
- بولندا وتشيكوسلوفاكيا (أكتوبر 1944 - مايو 1945)